# Lars Eriksson (1926–1994)
Lars Eriksson (ur. 6 lutego 1926 w Hofors, zm. 2 lutego 1994 tamże) – szwedzki piłkarz grający na pozycji pomocnika. W swojej karierze rozegrał 10 meczów i strzelił 2 gole w reprezentacji Szwecji.

## Kariera klubowa
Swoją karierę piłkarską Eriksson rozpoczął w klubie Degerfors IF. Zadebiutował w nim w 1951 roku w pierwszej lidze szwedzkiej. W Degerfors występował do 1953 roku.
W 1954 roku Eriksson wyjechał do Francji. Został wówczas zawodnikiem FC Sète. Wiosną 1954 spadł z nim z pierwszej do drugiej ligi. Latem odszedł do Toulouse FC. W 1955 roku wrócił do FC Sète. Z kolei w sezonie 1956/1957 występował w FC Grenoble.
W 1957 roku Eriksson wrócił do Szwecji. Został wówczas piłkarzem Sandvikens IF. W 1959 roku zakończył w nim swoją karierę.
| Sezon   | Klub          | Kraj    | Rozgrywki   | Mecze | Bramki |
| ------- | ------------- | ------- | ----------- | ----- | ------ |
| 1951/52 | Degerfors IF  | Szwecja | Allsvenskan | 8     | 7      |
| 1952/53 | Degerfors IF  | Szwecja | Allsvenskan | 22    | 10     |
| 1953/54 | Degerfors IF  | Szwecja | Allsvenskan | 6     | 0      |
| 1953/54 | FC Sète       | Francja | Division 1  | 12    | 2      |
| 1954/55 | Toulouse FC   | Francja | Division 1  | 18    | 3      |
| 1955/56 | FC Sète       | Francja | Division 2  | 30    | 6      |
| 1956/57 | FC Grenoble   | Francja | Division 2  | ?     | ?      |
| 1957/58 | Sandvikens IF | Szwecja | Allsvenskan | 18    | 1      |
| 1959    | Sandvikens IF | Szwecja | Allsvenskan | 2     | 0      |

## Kariera reprezentacyjna
W reprezentacji Szwecji Eriksson zadebiutował 30 maja 1952 roku w wygranym 3:1 towarzyskim meczu ze Szkocją, rozegranym w Solnie. W 1954 roku zdobył z kadrą Szwecji brązowy medal na igrzyskach olimpijskich w Helsinkach. Od 1952 do 1953 roku rozegrał w kadrze narodowej 10 spotkań i zdobył w nich 2 bramki.